# AutoCAD
Autodesk AutoCAD és un programa de disseny assistit per ordinador (CAD - «Computer Aided Design» en anglès) per a dibuix en 2D i 3D. El nom AutoCAD va sorgir com a fusió entre el nom de l'empresa que el comercialitza i desenvolupa, Autodesk. I per altra banda, CAD, que són les sigles del disseny que realitza el programa, en anglès: Computer Assisted Design.
AutoCAD és conegut i utilitzat mundialment degut als serveix amplis que ofereix en el sector de l'edició, sobretot en les enginyeries i arquitectures. Permet desenvolupar el dibuix digital de plànols d'edificis i fins i tot crear imatges en 3 dimensions.

## Característiques
AutoCAD disposa d'una sèrie de funcions que l'han diferenciat d'altres programes de disseny assistit:
- Disposa de geometria bàsica per al dibuix en dues dimensions, que permet afegir les figures que es desitgin en format de capes.
- El sistema de capes permet una gran llibertat a l'hora de treballar, ja que d'aquesta manera es tenen ben organitzats els elements de la peça o plànol que s'estigui elaborant.
- Mitjançant la visió octogonal i el rendering, permet dibuixar en 3 dimensions.[2]
- Inclou una gran varietat de colors, línies, i textures, entre d'altres, per a millorar el disseny de plànols.
- Les últimes versions d'AutoCAD diferencien entre "espai model" i "espai paper" que, d'aquesta manera, permet diferenciar entre els dibuixos en dos dimensions dels de tres dimensions.[3]

Degut a la gran varietat d'opcions que ofereix el programa, és recomanable seguir instruccions i tutorials per tal de fer un aprenentatge útil.
La seva interfície permet al dissenyador utilitzar imatges de tipus vectorial, però també és capaç d'importar altres fomrats d'arxius, com mapes de bits.
Inclou una llibreria de símbols i figures agrupades per temes, que van des de mecànic i arquitectònic fins a industrial, i que serveixzen perquè l'usuari les inserti en el seu dibuix.
A més, a la mencionada llibreria es poden trobar recursos importants, com diferents colors, textures, gruix de línies i altres opcions bàsiques dels programes de disseny.
Té un funcionament molt semblant al PhotoShop, el porgrama d'edició més popular del mercat, en quant a les capes de disseny. En cada capa, layer, el dissenyador pot fer canvis i portar el seu dibuix de forma organitzada.
Encara que el programa s'orienta més cap al disseny de plans i esbossos, AutoCAD també és capaç de crear increibles formes de modelats 3D i modelats sòlids.

## Aplicacions d'AutoCAD
La primera versió d'AutoCAD va ser llançada l'any 1982. Des d'aquesta època ha experimentat una gran evolució, i a partir de la seva versió 11 va començar a diferenciar els dissenys i dibuixos en 2D i 3D dels plans a escala, aplicant els conceptes d'espai model i espai paper.
Una de les funcionalitats d'AutoCAD que resulta més atractiva, és la possibilitat que té d'automatitzar varies de les operacions de disseny a través d'API (Application Programming Interface).
Aquestes aplicacions AutoCAD són interfícies o mètodes de programació d'aplicacions que, bàsicament, creen una biblioteca o targeta d'accés, per utilitzar funcions d'un programa en un lloc web o una altra aplicació de tercers.
AutoCAD té compatibilitat amb Windows, iOS (el sistema operatiu d'Apple) i amb el núvol, degut a la seva interfície programable. Inclús permet importar dissenys fins a altres plataformes de dibuix CAD, gràcies al format .dfx, essent el .dwg el pròpi.
Aquest software és l'aliat per exel·lència dels arquitectes, enginyers i dissenyadors gràfics. Existeixen diferents cursos que permeten a l'usuari entrenar-se per aprendre les nocions bàsiques d'aquest programa de disseny en qüestió, en el que és possible realitzar projectes i esbossos senzills fins a altres projectes més grans, com plànols, presentacions d'enginyeria i maquetes per aqrquitectura.
Les noves versions d'aquest producte estrella de l'empresa Autodesk, prometen oferir a l'artista una experiència superior en quant al disseny, incorporant cada vegada més eines intel·ligents que facin la interfície molt més amena i fàcil.

## Utilitats d'AutoCAD
Es tracta d'un programa dissenyat específicament per la creació de plans. Tot i així, gràcies a les seves versions més modernes, AutoCAD inclou el concepte d'espai paper i espai model.
Així mateix, aquest s'ha convertit també en el programa de referència en matèria de disseny gràfic, disseny gràfic i interiorisme i decoració d'interiors.

## Creacions amb AutoCAD
Amb AutoCAD es poden fer dissenys de models 3D realistes mitjançant una eina de modelador de sòlids, malles i superfícies.
El programa destaca per permetre l'accés per línia d'ordres i interfícies de programació d'aplicacions (API). És a dir, permet que les funcions d'AutoCAD s'integrin en altres programes o altres aplicacions.
Per un altre cantó, AutoCAD permet modelar en 2D i 3D gairabé qualsevol cosa que un es proposi, gràcies a la seva varietat de menús de dibuix, edició i anotació. Desde plans detallats d'una instal·lació elèctrica, fins al nou model de packaging d'un producte, passan pel disseny d'interiors d'un espai en concret.

## Usos i funcionalitats d'AutoCAD
- Funcionalitats de text, columnes i contorns.
- Accés a ordres i menús contextuals, el que permet tenir un ritme de treball més àgil i fluit.
- Ràpida recuperació de vistes al permetre guardar-les per nom.
- Projecció real de vistes creades anteriorment.
- Per enginyers, l'ordre propfis permet retornar les propietats físiques de sòlids 3D i regions.
- Transperència d'objectes particulars o de capes contenidores.
- Filtrar objectes segons les seves característiques i propietats.
- Possibilitat de recuperar projectes i arxius en múltiples dispositius gràcies a AutoCAD 360.

A més, a totes aquestes utilitats i funcions, s'hi suma que el programa es famos per les seves eines potents de navegació i visualització en 3D. És a dir, permet orbitar, recórrer, pivotar i volar sobre un model 3D amb la finalitat de veure totes les perspectives del disseny.

## Història d'AutoCAD
- Versió 1.0 (Release 1), novembre de 1982.
- Versió 1.2 (Release 2), abril de 1983.
- Versió 1.3 (Release 3), setembre de 1983
- Versió 1.4 (Release 4), dos mesos després
- Versió 2.0 (Release 5), octubre de 1984.
- Versió 2.1 (Release 6), maig de 1985.
- Versió 2.5 (Release 7), juny de 1986.
- Versió 2.6 (Release 8), abril de 1987.
- Versió 9, setembre de 1987, el primer pas cap a Windows.
- Versió 10, octubre de 1988, l'últim AutoCAD commensurable
- Versió 11, 1990
- Versió 12, juny de 1992, també per a Windows
- Versió 13, novembre de 1994, també per a Windows
- Versió 14, febrer de 1997, adéu al DOS.
- Versió 2000, any 1999.
- Versió 2000i, any 1999.
- Versió 2002, any 2001.
- Versió 2004, any 2003.
- Versió 2005, any 2004.
- Versió 2006, any 2005.
- Versió 2007, any 2006.
- Versió 2008, març de 2007.
- Versió 2009, febrer de 2008.
- Versió 2010, març de 2009.
- Versió 2011, març de 2010.